# Nobuhiro Watsuki
Nobuhiro Watsuki (和月 伸宏) (Tóquio, 26 de maio de 1970) é um mangaká japonês. Ficou célebre com a obra Rurouni Kenshin (conhecida no ocidente como Samurai X). Após o término de Rurouni Kenshin  Já escreveu três outras séries, o western Gun Blaze West (2001), o sobrenatural Buso Renkin (2003-2005) e o mangá de terror Embalming - The Other Tale of Frankenstein - (2007-2015). Watsuki orientou vários artistas de manga bem conhecidos, incluindo o autor de One Piece, Eiichiro Oda, Hiroyuki Takei de Shaman King e o autor de Mr. Fullswing, Shinya Suzuki. Em 21 de novembro de 2017, Nobuhiro Watsuki foi preso por acusação de posse de pornografia infantil.

## Trabalhos

### Mangás Serializados
- Rurouni Kenshin: Meiji Kenkaku Roumantan (Samurai X) (1994-1999)
- Gun Blaze West (2001)
- Busou Renkin (2003-2005)
- Embalming -Another Tale of Frankenstein- (2007-2015)
- Rurouni Kenshin: Restoration (Especial Samurai X Tokuitsuban - Versão do Autor) (2012-2013)
- Rurouni Kenshin: The Hokkaido Arc (2017-atualmente)

### Outros Mangás
- Teacher Pon foi escrita por Watsuki durante o ensino médio, e ganhou o Prêmio Tezuka. (1987)
- Hokuriku Yūrei Kobanashi
- Crescent Moon in the Warring States foi a primeira série de mangá profissional escrita por Watsuki. Situado durante o Período Sengoku no Japão feudal, contando a história de um ex-solitário espadachim chamado Seijuurou Hiko, representante do estilo Hiten Mitsurugi Ryuu.
- Rurouni: Meiji Swordsman Romantic Story (1992)
- Rurouni: Meiji Swordsman Romantic Story (1993)
- Embalming Dead Body and Bride (2005)
- Embalming II Dead Body and Lover (2006)
- Meteor Strike
- Haru ni Sakura
- Yahiko no Sakabatou
- Kenshin Kaden
- Rurouni Kenshin: Restoration Act Zero: The Prologue (2012)
- Rurouni Kenshin: Master of Flame foi ilustado por Watasuki e escrito por sua esposa Kaworu Kurosaki. (2014)
- Rurouni Kenshin Side Story: The Ex-Con Ashitaro (2016)
- Robot Arms Dōjinshi ilustado por Watasuki e escrito por sua esposa Kaworu Kurosaki.

### Design deVideogame
- Samurai Shodown V (2003)
- Shinsengumi Gunraw Den (2005)

### Outros trabalhos
- STAR DRIVER Shining Tact Anthology (2011) - capítulo especial
- Buso Renkin (2006) - voz de Buhiro Watsukino no episódio 7
- Endride (2016) - character design

## Inspirações
Watsuki baseia muitos de seus personagens em figuras históricas, personagens de outros mangás, animes e séries de jogos de vídeo. Por exemplo, Kenshin Himura baseado em Kawakami Gensai, um dos hitokiri (assassinos) durante o Bakumatsu (revolução japonesa). Ele era o mestre do estilo espada chamada Shiranui-ryū. Gensai é famoso por matar idealista o Sakuma Shouzan. Quatro anos após o termino da revolução, Gensai foi falsamente acusado de um crime e foi executado. Watsuki admira Kenshin pelo seu desejo de fazer o bem, em honra daqueles a quem Kenshin teve que matar para que o governo Meiji pudesse existir.
Vários outros personagens, principalmente Hajime Saitou, Sanosuke Sagara, Aoshi Shinomori e Seta Soujirou também são vagamente baseados em certas figuras entre os Shinsegumi. Okita Soji, Okubo Toshimichi e Katsura Kogoro estavam entre muitas outras figuras históricas que fizeram aparições na história.

## Assistentes Notáveis
- Eiichiro Oda - autor do One Piece
- Hiroyuki Takei - autor do Shaman King
- Shinya Suzuki - autor do Sr. Fullswing
- Mikio Itoh - autor do Nazo no Murasame-kun
- Kawaguchi Yukinori - autor do Hoopmen
- Gin Shin'ga - autor do Kitarite ga Oni
- Yamada Kazushige - autor de Gran Bagan
- Kaoru Kurosaki - novelista e esposa